# Ма Джун'їн
Ма Джун'їн (1910 — після 1936) — китайський мусульманський воєначальник з народу хуейцзу у 1930-х роках. Ма був полководцем провінції Ганьсу Він уклав союз з Гомінданом і його війська, що складалися з китайських мусульман, перейшли під контроль Гоміндану як 36-та дивізія Національно-революційної армії. Йому було наказано скинути Цзінь Шуженя, губернатора Сіньцзяна. Після кількох перемог над провінційними та білоросійськими військами він спробував розширити свою територію на південь Сіньцзяну, розпочавши кампанії зі своєї бази в Ганьсу, але був зупинений сіньцзянським полководцем Шен Шицаєм за радянської підтримки в 1934 році .

## Піднесення Ма Чжун'їна
Ма Чжун'їн приєднався до мусульманського ополчення в 1924 році, коли йому було 14 років. Він брав участь у мусульманському повстанні проти сил Народної армії під командуванням Фен Юсяна у Ганьсу і навіть воював проти власних родичів, включаючи свого двоюрідного дядька Ма Ліня. Він також придушив повстання тибетців.
Ма Чжун'їн захопив Хечжоу і розгромив війська Ма Ліня, які були послані відбити Хечжоу. Однак його командир — який також був його дядьком — Ма Ку-чан, змінив його за те, що він діяв без наказу взяти Хечжоу. У квітні 1929 року Ма Чжун'їн захопив столицю Ганьсу — Ланьчжоу, але зрештою був переможений і вигнаний Народною армією.
Сили Ма Чжун'їна напали на хуейцзу, які належали до секти Сідаотан, і тибетців в Таочжоу.
Ма підняв повстання в період голоду та великих податків і захопив Хечжоу після облоги. Хоча більшість місцевих хуейцзу не брали участь у повстанні, вони забезпечували припасами та продовольством його армію, що складалася з багатьох військовозобов'язаних саларів. Чжао Сіпін (赵席聘), командир 17-ї дивізії Національної народної армії під командуванням Фен Юсяна (союзника уряду Хечжоу), у відповідь спалив місто, включаючи його дванадцять мечетей.
У 1929 році Ма навчався у Військовій академії Вампу в Нанкіні.

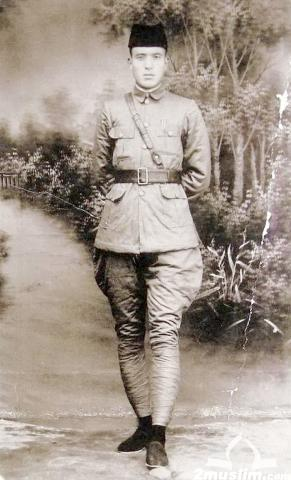
Ген. Ма Чжун'їн.

### 1930-ті роки
Уйгурський воєначальник Юлбарс Хан попросив допомоги Ма Чжун'їна в поваленні губернатора Цзінь Шуреня після того, як Джин ліквідував Кумульське ханство. Ма деякий час воював у Сіньцзяні, був поранений і повернувся до Ганьсу, де змусив євангелістських місіонерок Мілдред Кейбл, Франческу та Єву Френч лікувати його рани. Він повернувся до Сіньцзяна влітку 1933 року.
Ма та 36-та дивізія вели бої проти сил губернатора Цзіня і білих росіян під час Кумульського повстання.

Офіцери хуейцзу з армії Ма вчиняли звірства проти ханьців та уйгурів у Сіньцзяні. Крім того, місцеві ханьці та уйгури були призвані в його війська та відправлені на передову, де вони зазнали сильного ворожого гарматного вогню. Радянська влада та Шен Шицай стверджували, що Ма підтримували японці. Незважаючи на це, Ма офіційно оголосив про свою вірність китайському уряду в Нанкіні.

У 1934 році китайський генерал Чжан Пейюань і його армія перейшли на бік Ма Чжун'іна, щоб воювати проти уряду провінції та росіян. Потім Ма Чжун'їн воював проти росіян під час радянського вторгнення в Сіньцзян.

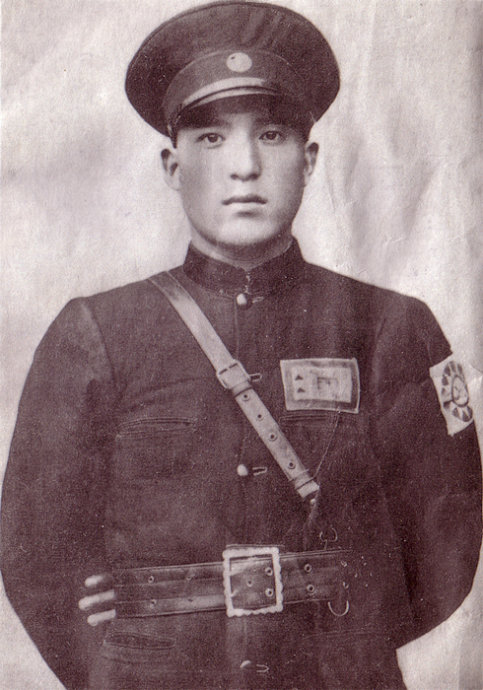
Генерал Ма Чжун'їн, начальник 36-го дивізіону Гоміндана.

## Особистий характер
У своїй військовій формі Ма використовував гомінданівський символ Блакитне небо з білим сонцем і нарукавні пов'язки, щоб показати, що він є законним представником китайського уряду. Його війська співали китайські мусульманські марші. Сам він возив із собою фісгармонію і годинами грав на ній мусульманські гімни. Він носив пістолети Маузер і любив цитувати Чингісхана, Наполеона, Гінденбурга та Цзо Цзунтана.

Ма Чжун-ін мав дуже високі амбіції. Він мріяв про створення імперії, яка включала б всю радянську і китайську Центральну Азію.

## Падіння
У квітні 1934 року, після того, як його війська штурмували Кашгар під час битви за Кашгар (1934), Ма Чжунь'н сам прибув до міста та виголосив промову в мечеті Ід Ках, закликаючи уйгурів бути лояльними до уряду Гоміндану в Нанкіні.
Ма засудив Шен Шицая як радянську маріонетку та підтвердив свою вірність китайському уряду Нанкіна".
Під час радянського вторгнення в Сіньцзян Ма Чжун'їн відіграв важливу роль у боротьбі з загарбниками, але його військам доводилося постійно відступати. Остання лінія оборони була створена навколо міста Хотан. Вважалося, що передбачивши поразку, він втік на радянську територію і більше його не бачили в Сіньцзяні.
Проте, радянський агент НКВД Володимир Петров, який працював у Яркенді в 1937 році, пропонує іншу версію зникнення Ма Чжун'їна. У своїх мемуарах «Імперія страху», опублікованих у 1956 році після втечі на Захід, Петров описує, як Ма заманили на літак, який він вважав гомінданівським, але насправді там були радянські агенти, які викрали його та завезли у Яркендський штаб НКВД. За задумом, він мав віддавати фальшиві накази своїм військам, що залишилися в Хотані, що призвело б до їхньої поразки. Після відмови, його перевезли до Москви, де його доля невідома. Добровільної втечі до Радянського Союзу не було.
У книзі «Хто є хто в Китаї» помилково стверджується, що Ма Чжун'їн повернувся з Радянського Союзу в 1934 році в Тяньцзінь.
Британські телеграми з Індії в 1937 році повідомляли, що Ма Чжун'їн і Ма Гушань, досягли угоди з Радянським Союзом, з яким вони воювали раніше, оскільки японці почали повномасштабну війну з Китаєм. Дунгани на чолі з Ма Чжун'їном і Ма Гушань допомагали китайським військам у боротьбі з Японією, і що Ма Чжун'їн і Ма Гушань повернулися до Ганьсу.
Після 1936 року про Ма Чжун'їна більше нічого не було чутно. Є принаймні п'ять версій про кінець Ма:
- Ма загинув у катастрофі перед Другою світовою війною.
- Ма був страчений після вивезення до Москви в 1936 році.
- Ма був ув'язнений у трудовому таборі, а потім страчений під час Великої чистки в 1937—1938 роках
- Деякі письменники, наприклад генерал Червоної Армії. Костянтин Рокоссовський, стверджують, що Ма був спочатку заарештований під час Великої чистки, але потім був звільнений і брав участь у німецько-російській війні.
- Відповідно до мемуарів Шен Шицая «Сіньцзян: пішак чи опора?» (Michigan University Press, 1958) Ма разом з усіма його співробітниками було страчено в Москві за наказом Йосипа Сталіна влітку або навесні 1937 року.